# 牧場物語 オリーブタウンと希望の大地
『牧場物語 オリーブタウンと希望の大地』（ぼくじょうものがたり オリーブタウンときぼうのだいち）は、マーベラスより2021年2月25日に発売されたNintendo Switch用ゲームソフト。同年9月16日にはSteam版が配信開始。
2022年7月28日にPlayStation 4移植版となる『牧場物語 オリーブタウンと希望の大地 SPECIAL』が発売。

## 概要
「牧場物語シリーズ」の25周年記念ソフトで『牧場物語 3つの里の大切な友だち』以来の完全新規タイトルとなる。2020年10月28日配信の「Nintendo Direct mini ソフトメーカーラインナップ 2020.10」にて発表された。
「開拓」をテーマにしており、森に覆われたフィールドを切り拓いて牧場を作り上げていくという内容の、従来シリーズより自由度の高いゲームデザインがアピールされている。

## 開発
Switch版は発売当初より幾つかの不具合やローディングの長さが指摘されており、2021年3月にはプロデュースを務める武村大によって
シリーズでは異例となる謝罪を含めたプロデューサーレターが公開された。

## ストーリー
昔、おじいちゃんが仲間たちと開拓した街「オリーブタウン」での仲間たちとの話を聞いた主人公は
大人になったらオリーブタウンに住むという夢をもった。
月日はながれ、バイクに乗れる年齢になった主人公はオリーブタウンに行きました。
（途中で暗くなったので森の中でキャンプした。あと、オリーブタウンの近く？でバイクが故障してヴィクトルに助けてもらった。）
　そしてヴィクトルの案内で牧場についた主人公は荒れ放題の牧場を見ます。
ヴィクトルの話を聞いた主人公はオノとカマとハンマーをもらう。

（これ以降の詳しい話やイベントの順番などはプレイヤーの行動で変わる。）

## 登場人物

### プレイヤーキャラクター
主人公・男性

主人公・女性

### 恋愛候補

#### 女性
ブリジット
動物屋の娘でデイモンの姉。
レイナ
博物館に勤務する女性。
リン
花屋の少女。
ララ
オリーブタウンの観光ガイドを務める女性。
ブレア
ビストロで働く女性。

#### 男性
デイモン
ブリジットの弟。
エミリオ
漁師の青年。
イオリ
異国から来た若者。
ラルフ
街のレンジャーを務める男性。
ジャック
雑貨屋の少年。

### 街の住人
ヴィクトル
オリーブタウン町長。
ナイジェル
大工屋の店主。
パトリシア
動物屋の店主。
ミサキ
ビストロ店主。
クレメンス
道具屋店主。
アンジェラ
雑貨屋店主でジャックとシンディの母。
グエン
花屋を営むリンの祖父。
ノーマン
食材屋店主。
グロリア
ヴィクトルの妻で博物館の館長を務める。
ベス
骨董品を求めて街に来た女性。
ジェイソン
ホテルのオーナー。
サリー
ホテル併設のカフェの女主人。
カリーナ
ビューティーサロンのヘアメイクアーティスト。
ジーン
ビューティーサロンのエステティシャン。
ジャコポ
ヴィクトルとグロリアの息子。観光船で働く。
ゲオルク
観光船の船長。
シンディ
ジャックの妹。
マイキー
シンディの友達。
ラーシュ
クレメンスの弟。
サイモン
オリーブタウンの開拓者のひとり。
ジェシー
サイモンの妻。
マルコス
街一番と呼ばれる漁師の男性。
マヌエラ
エミリオの母。
ラウル
マヌエラの甥。
ドウセツ
イオリの主人。
シドニー
弁護士の女性。
ダイスキー
グルメ貴族。
???(後の精霊）
仮面をつけた謎の少女。

## 地名
オリーブタウン